# Muzzano (Zelo Buon Persico)
Muzzano (Müssan in dialetto lodigiano) è una frazione del comune italiano di Zelo Buon Persico.
Al censimento del 21 ottobre 2001 contava 70 abitanti.

## Geografia fisica
Il centro abitato è sito a 92 metri sul livello del mare.

## Storia
Dal nome della località è ipotizzabile un'origine romana della località (la gens Mutia ebbe nell'antichità estesi possedimenti nella zona).
In età napoleonica (1805) il comune di Muzzano fu aggregato a Mignete.
Nel 1816, con la costituzione del regno Lombardo-Veneto, il centro abitato recuperò un'effimera autonomia, venendo aggregato definitivamente a Mignete nel 1841, a sua volta divenuta frazione di Zelo Buon Persico nel 1869.

## Monumenti e luoghi d'interesse
Unico edificio rilevante è la chiesa parrocchiale dei Santi Cosma e Damiano martiri, risalente al medioevo.